# Fathi Arafat
Pour les articles homonymes, voir Arafat.
Fathi Arafat, né le 11 janvier 1933 et mort le 1er décembre 2004 au Caire, est un médecin palestinien, fondateur et président du Croissant-Rouge palestinien.

## Biographie
Septième d’une famille de sept enfants, il est le frère de Yasser Arafat. Né au Caire, il vit quatre ans à Jérusalem au décès de sa mère, puis retourne au Caire lorsque son père se marie pour la deuxième fois. 
De 1950 à 1957, il étudie la médecine à l'université du Caire. Il est par la suite pédiatre au Caire, au Koweït et en Jordanie.
Il est membre du Conseil national palestinien en 1967. À partir de 1968, il est également président de la Palestine General Union of Physicians and Pharmacists. En 1982, il devient chef délégué pour la Palestine à l'Organisation mondiale de la santé. À partir de 1992, il est président de l'Académie palestinienne de science et technologie et du Conseil de santé palestinien.
Il meurt au Caire le 1er décembre 2004 d'un cancer de l'estomac.